# Olivenebula pulcherrima
Olivenebula pulcherrima är en fjärilsart som beskrevs av Charles Oberthür. Olivenebula pulcherrima ingår i släktet Olivenebula och familjen nattflyn. Inga underarter finns listade i Catalogue of Life.

## Bildgalleri

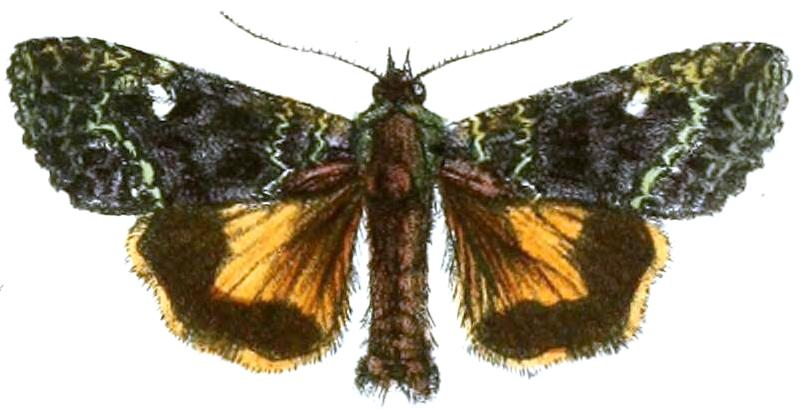